# جان بلانشت
جان بلانشت هو ساعاتي سويسري، ولد في 1767 في ليون في فرنسا، وتوفي في 1852.